# Zenith Motors
Zenith Motors LLC – amerykański producent elektrycznych samochodów dostawczych z siedzibą w Wilder działający od 2011 roku.

## Historia
W 2011 roku w niewielkim miasteczku Wilder na północy amerykańskiego stanu Kentucky utworzone zostało prywatne przedsiębiorstwo Zenith Motors, które za cel objęło przeprowadzanie kowersji spalinowych samochodów dostawczych na w pełni elektryczne, pozwalając flotom zmniejszenie udziału emisyjnych pojazdów w portfolio.
W grudniu 2013 roku przedstawiony został wynik prac zespołu konstrukturów w postaci modelu Electric Van. Do budowy samochodu wykorzystano Rama ProMastera, nakładając na niego własne logotypy i zastępując spalinowy układ napędowy autorskim, w pełni elektrycznym. W ramach programu ulg dla kupujących elektryczne samochodody dostawcze, w grudniu 2014 roku elektryczna furgonetka Zenith mogła być dostępna na preferencyjnych warunkach dla nabywców w amerykańskim Chicago. W październiku 2015 roku Zenith Motors dostarczyło z kolei 45 sztuk Electric Vanów w ramach zamówienia od korporacji dowozowej DHL. Po zakończeniu produkcji Electic Vana pod koniec 2015, firma pozostała nieaktywna.

## Modele samochodów

### Historyczne
- Electric Van (2013–2015)